# Världsmästerskapen i skidorientering 1980
Världsmästerskapen i skidorientering 1980 avgjordes i Avesta i Sverige den 26 februari-1 mars 1980. 

## Medaljörer[1]

### Herrar

#### Distans
1. Pertti Tikka,  Finland, 1:39.22
2. Jan-Erik Thorn,  Sverige, 1:40.16
3. Matti Väisänen,  Finland, 1:40.18

#### Stafett
1. Sverige (Lassed Jonsson, Stefan Persson, Bo Larsson, Jan-Erik Thorn), 4:10.12
2. Finland (Timo Mutikainen, Matti Väisänen, Olavi Svanberg, Pertti Tikka), 4:15.01
3. Bulgarien (Lubomir Stojev, Peter Pankov, Vasil Shandurkov, Ivan Nedkov), 4:42.25

### Damer

#### Distans
1. Mirja Puhakka,  Finland, 1:16.28
2. Kaija Silvennoinen,  Finland, 1:17.22
3. Ann Larsson,  Sverige, 1:19.28

#### Stafett
1. Finland (Mirja Puhakka, Kaija Silvennoinen, Sinikka Kukkonen), 2:28.36
2. Sverige (Ulla Klingström, Marianne Bogestedt, Ann Larsson), 2:33.27
3. Tjeckoslovakien (Dana Tichaková, Anna Gavendová, Svatana Novaková), 3:00.55